# Gading Jaya (Sungai Menang)
Gading Jaya is een bestuurslaag in het regentschap Ogan Komering Ilir van de provincie Zuid-Sumatra, Indonesië. Gading Jaya telt 942 inwoners (volkstelling 2010).